# Jens Thorsen (spelutvecklare)
Jens Thorsen, född 13 april 1965, är en svensk datorspelsutvecklare. Han skapade Backpacker och deltog i produktionen av flera andra spel. Han var vidare grundare till spelstudion Tati och medgrundare till Vision Park.

## Biografi
Thorsen studerade vid Chalmers tekniska högskola. Under studietiden skapade han ett spel för Sinclair QL. Under ett sabbatsår stötte han på programmet Macromind Director och började intressera sig för multimedia vilket han kom att arbeta med i form av projekt för olika företag. Han arbetade även som teknikjournalist.
Efter att ha fått en idé om ett frågesportsspel började Thorsen i mars 1993 utveckla vad som skulle komma bli Backpacker. Under utvecklingen får han kontakt med Stefan Gadnell som kom att hjälpa till med bilder och grafik.
År 1994 grundade Thorsen spelstudion Tati AB för utveckling av spelet. Gadnells firma hette Mixedia och tillsammans använde de namnet Tati Mixedia. BMG Interactive blev förläggare och Backpacker gavs ut hösten 1995. Samarbetet fortsätter kring spelen Fest i Mumindalen och Backpacker 2.
Våren 1997 deltog Thorsen i grundandet av Vision Park som Tati blev en del av. Det nya företaget skulle sköta både produktion och försäljning för att därmed få en större del av inkomsterna. Thorsen var fortsatt ansvarig för Tati (som med tiden blev Vision Parks Göteborgsstudio) och hade roller som projektledare och speldesigner för spelen Kosmopolska, Backpacker Junior, Wannabe, Polis, Kriss Kross och Polis 3.
Vision Park växte efter några år genom olika sammangåenden och blev till slut uppköpt Kooperativa förbundet hösten 2001 för att uppgå i företaget Pan Vision. Thorsen valde att lämna i samband med uppköpet och grundade istället Funkis Digital Concepts (senare Funkis Multimedia) för olika former av digital produktion.